# Charlemagne (AOC)
Pour les articles homonymes, voir Charlemagne.
Le charlemagne est un vin d'appellation d'origine contrôlée produit sur deux climats voisins : Le Charlemagne sur la commune d'Aloxe-Corton et En Charlemagne sur la commune de Pernand-Vergelesses, en Côte-d'Or.
Il est classé comme grand cru de Bourgogne, mais comme son cahier de charge est identique à celui de l'appellation corton-charlemagne, il s'agit d'une appellation qui n'est plus revendiquée (les producteurs ne produisent pas sous ce nom).

## Sources